# Футбольный манеж (Минск)
Футбо́льный мане́ж (бел. «Футбольны манеж») — крытое спортивное сооружение в Минске. Максимальная вместительность при проведении футбольного матча — 3 000 человек.

## История
Торжественное открытие манежа состоялось 26 декабря 2002 года. Эксплуатация и содержание здания поручены обществу с ограниченной ответственностью «Манеж», учредителями которого являются: Мингорисполком, Ассоциация «Белорусская федерация футбола», ООО «Трайпл».
Учитывая сезонность занятий в манеже, создатели комплекса запроектировали его трансформируемым из футбольного стадиона в арены для проведения состязаний по волейболу, гандболу, теннису и других спортивных, выставочных и культурно-массовых мероприятий.
В 2005 манеж принимал первый международный юношеский турнир на призы Ассоциации «Белорусская федерация футбола».
В 2004, 2005, 2006 и 2008 в манеже проведены 5 матчей мировой группы Кубка Дэвиса с командами России, Аргентины, Испании, Швеции и Швейцарии.
В 2009 году в спортивном комплексе прошел международный конкурс красоты «Мисс интерконтиненталь».
На стадионе проводились матчи Суперкубка Беларуси (2010, 2011, 2012, 2013, 2014). Также на стадионе играются матчи Кубка Беларуси (в связи с плохим состоянием газонов открытых стадионов в весенний период).
Помимо футбола и тенниса в манеже проводились соревнования по восточным единоборствам, чемпионат Беларуси по современным танцам и сценическому искусству, Чемпионат мира по танцам среди инвалидов-колясочников, международный турнир по каратэ «Sunker Cup».

## Характеристики

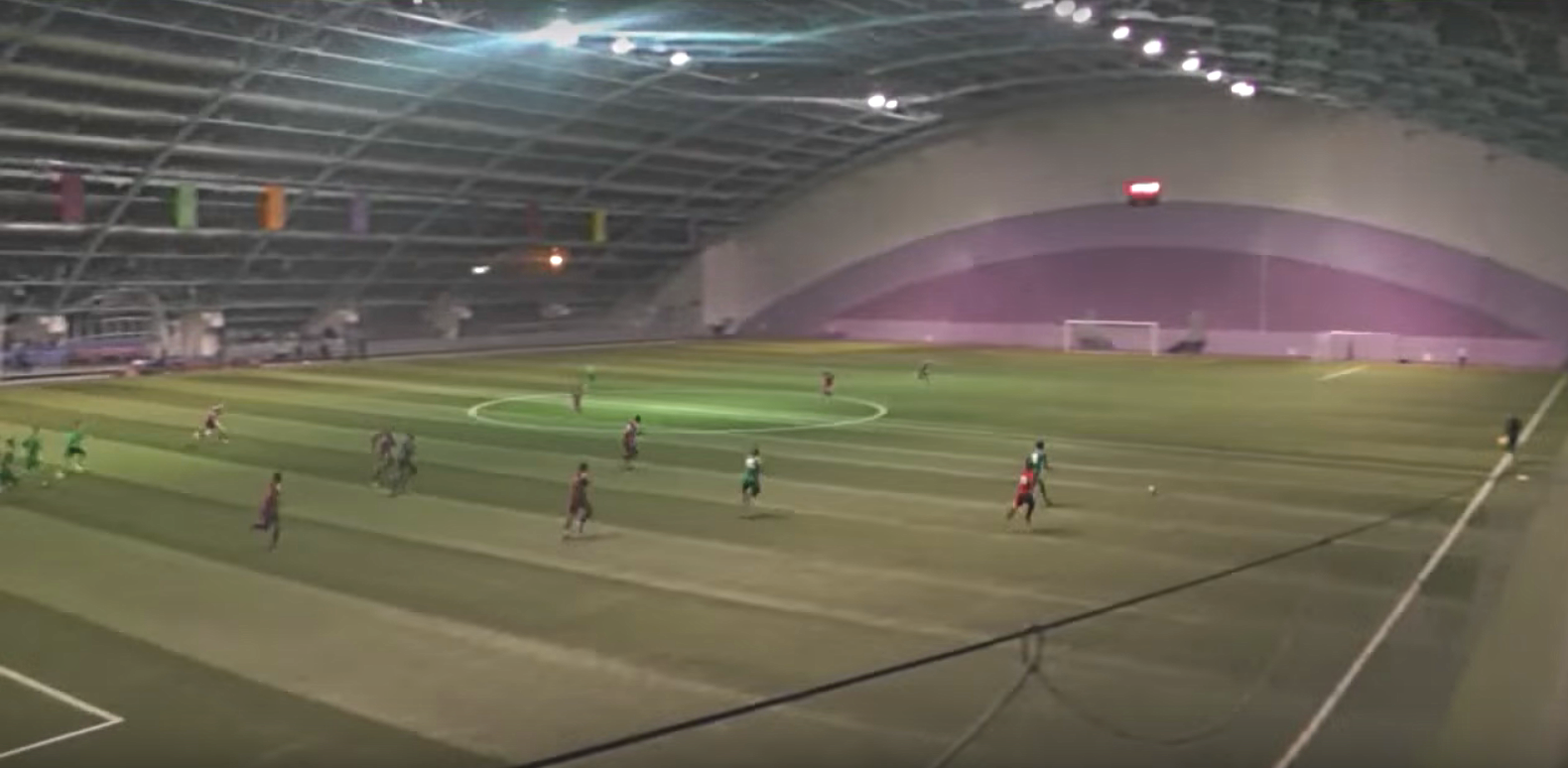
Интерьер манежа

Манеж представляет собой здание, перекрытое десятью металлическими решетчатыми арками пролетом 100 метров с высотой в коньке 24 метра.
Основной зал имеет размер 120×100 м. Футбольное поле манежа размером 105×68 м выполнено из искусственной травы Лигатурф РС+, имеющей категорию качества «две звезды».
В свободных зонах, отделенных от основной площадки оградительной сеткой, размещаются трансформируемые трибуны, вмещающие в футбольном варианте до 3000 зрителей, зоны для индивидуальной силовой подготовки спортсменов и разминки футболистов. При проведении других спортивно-массовых мероприятий возможна трансформация трибун до 4 800 посадочных мест.
Освещение обеспечивают 182 зенитных фонаря (1200 люкс), а также алюминиевые купольные витражи и стеклопакеты зала фойе.
Рядом с универсальным залом пристроен административно-бытовой корпус, в котором разместилась администрация, а также построены шесть раздевальных комнат, две из которых оборудованы саунами с массажными помещениями и минибассейнами.

## Адрес
Адрес: Минск, пр-т Победителей, 20/2.